# Štefan Komorný
Mgr. Štefan Komorný, ArtD. (* 1962, Gbely) je slovenský kameraman a fotograf.

## Život a dílo
Středoškolské vzdělání získal na Střední průmyslové škole filmové v Čimelicích, okres Písek. Roku 1988 ukončil vysokoškolské studium na Katedře kamery Filmové a televizní fakulty AMU v Praze.
Pracoval v trikovém oddělení Filmového studia Barrandov v Praze a po návratu na Slovensko pracoval do roku 2004 v trikovém oddělení České filmové tvorby (později Studie Koliba, a.s.) v Bratislavě jako trikový kameraman a vedoucí trikového oddělení. Od roku 1995 je zároveň odborným asistentem Ateliéru kameramanské tvorby a fotografie na Vysoké škole múzických umění v Bratislavě a pedagogem předmětu Filmová a televizní technika na Akademii umění v Banské Bystrici.
Významnou oblastí jeho činnosti je práce v procesu obnovy a záchrany archivního kinematografického fondu Slovenského filmového ústavu v Bratislavě. Jako kameraman je autorem trikových sekvencí a záběrů mnoha celovečerních a dokumentárních filmů (z posledního období např. cenou Igric 2009 oceněný dokumentární film Moderní architektura na Slovensku - režie Ladislav Kaboš) a také reklamních snímků. V oblasti fotografické tvorby se prezentoval autorskými a společnými fotografickými výstavami, např. v rámci Měsíce fotografie v Bratislavě.
Roku 2010 jako spoluautor vydal s doc. ThDr. Jozefem Haľkem publikaci DÓM Katedrála sv. Martina v Bratislave.